# Куки, Сюдзо
Сюдзо Куки (яп. 九鬼 周造; 15 февраля 1888, Токио — 6 мая 1941, Киото) — был одним из классиков японской философии, художественным критиком и поэтом, а также профессором философии в Киотском университете.

## Биография
Куки родился в аристократической семье и был четвёртым ребёнком Куки Рюити (яп. 九鬼 隆一), высокопоставленного чиновника Министерства культуры и образования Мэйдзи и Хацу, по неподтверждённым данным, бывшей гейши. Он получил хорошее образование и вёл достаточно обеспеченную жизнь как в Японии, так и в Европе. Интерес к эстетике и иностранным языках Куки перенял от Окакура Какудзо, влюбившись в которого, его мать ушла, по одним данным, от мужа Куки, по другим — поддерживала отношения.
Выпускник философского факультета Токийского Университета, Куки провёл восемь лет в Европе, чтобы отточить свои знания языков и углубить и без того значительные исследования современной западной мысли. В Гейдельбергском университете он учился у неокантианца Генриха Риккерта.
В Парижском университете он находился под воздействием работ Анри Бергсона, с которым познакомился лично, а также общался с молодым Жан-Полем Сартром, который учил его французскому языку. За пределами Японии мало известно, что интерес Сартра к философии Мартина Хайдеггера был вызван влиянием Сюдзо Куки.
Во Фрайбургском университете Куки изучал феноменологию под руководством Эдмунда Гуссерля и впервые встретился с Хайдеггером в доме Гуссерля. Он переехал в Марбургский университет во время зимнего семестра 1927/1928, чтобы ходить на лекции Хайдеггера по феноменологической интерпретации кантовской «Критики чистого разума» и на семинар Хайдеггера «Эссе Шеллинга о сущности человеческой свободы». В следующем семестре (лето 1928 года) он посетил лекцию Хайдеггера о логике в свете Лейбница и его семинар по физике Аристотеля. Его сокурсниками в эти годы в Европе были Тэцуро Вацудзи и Киёси Мики.
Куки возвратился в Японию в 1929 году и до конца своей активной деятельности преподавал в Киотском университете, читая лекции, в основном, по французской философии. Умер в 1941 году.

## Творчество
В то время, как другие японские учёные отдавали дань предпочтения германской философской мысли, Куки Сюдзо восемь лет — с конца 1920-х и в начале 1930-х годов — проводит во Франции. В этом отношении он был первым японским учёным, который не только создавал фундаментальные труды вне Японии, но и был одним из тех, кто проявлял большой интерес к французской философии. Он не только изучал в залах библиотек труды европейской философской мысли, а интегрировался в европейский интеллектуальный мир того времени.
В 1928 году он становится активным участником интеллектуальных встреч «Декады Понтиньи», которые проходили на протяжении десяти лет. Каждый год в течение десяти дней участники встреч — писатели, учёные, политики — беседовали и обсуждали литературные, философские религиозные, политические и другие темы. Каждый день посвящался какой-либо одной теме. В этих встречах, в частности, принимали участие Андре Жид, Роже Мартен дю Гар, Поль Валери, Андре Моруа, Андре Мальро, Генрих Манн, Леон Шестов, Франсуа Мориак, Антуан де Сент-Экзюпери, Раймон Арон, Леон Бруншвич, Макс Шелер, Гастон Башляр и другие выдающиеся мыслители Франции. На этих собраниях впервые были представлены статьи Куки Сюдзо, позже опубликованные в том же году Филиппом Ренуаром в сборнике «Propos sur le temps». Исследователи творчества Камю Даниэль Шарль и Жан-Франсуа Матте цитируют некоторые положения из «Propos sur le temps», отмечая, что их интерпретация, предложенная Куки в 1928 году, повлияла на творчество Альбера Камю и нашла отражение в книге «Миф о Сизифе», изданной в 1942 году.
Куки учился у нескольких выдающихся европейских философов, но до последнего времени только его отношения с Хайдеггером были широко известны благодаря тому, что они увековечены в работах самого Хайдеггера («Из диалога о языке», нем. Aus einem Gespr ach von der Sprache"). Немногие знали, что два с половиной месяца в 1928 году Куки изучал французский язык и вёл беседы о философии с молодым аспирантом по имени Жан-Поль Сартр. Парижские сочинения Куки — двенадцать коротких эссе на японском языке — были найдены среди бумаг Куки в записных книжках Сюдзо исследователем Стивеном Лайтом. Одна из них была озаглавлена «Месье Сартр». Стивен Лайт решил проанализировать природу бесед Куки с Сартром и определить степень влияния одного из философов на другого. В очень тщательном исследовании Лайт представляет результаты этого анализа и приходит к положительному выводу. По словам Стивена Лайта, Куки «привлёк внимание Сартра к Хайдеггеру и феноменологии».
Вскоре после возвращения Куки в Японию он написал и опубликовал свой шедевр «Структура „Ики“» (1930). В этой работе он пытается провести феноменологический анализ такого явления как ики, разновидность утончённой культуры, распространённой среди знати города Эдо в период сёгуната Токугава. Куки утверждал, что ики составляет одну из основных ценностей японской культуры. Книга стала главным трудом Куки Сюдзо, в котором он впервые говорит о понятии ики как о категории, связанной с эстетикой. Помимо этого, изданы книги «Проблема непредвиденных обстоятельств» (англ. «The Problem of Contingency», яп. 偶然性の問題, 1935), «Человек и существование» (англ. «Human Beings and Existence», яп. 偶然性の問題, 1939), «Литературная теория» (англ. «A Literary Theory», яп. 文藝論,1941) и другие, а также многочисленные статьи.
Его философские интересы распространялись на исследование отношений познания и языка; на рассуждения о существовании мира и человека; соотношения случайности, времени и судьбы; природы рифмы в поэзии как взаимосвязи времени и временных характеристик в свете метафизических исследований. В последние годы жизни он опубликовал ряд работ, в которых были отражены идеи, ещё не полностью изученные большинством исследователей. Они посвящены философским проблемам соотношения социальных и этических вопросов.
Книга «Структура ики» представляет собой феноменологическое исследование концепции ики, неуловимого и чувственного стиля, ценимого в городской популярной культуре конца эпохи Эдо-Токугава. Она была, в основном, написана во время его восьмилетнего пребывания во Франции и Германии. Куки утверждал, что эстетический стиль Японии содержал элементы «космополитизма» и «современности», сопоставимые с элементами современной западной культуры. После Второй мировой войны работа получила посмертное признание в Японии как успешный синтез западного и японского научного дискурса. В конце 1980-х среди японских мыслителей возродился интерес к постмодерну и размышлениям о японской культуре и её близости к современной западной культуре.
Значение творчества Сюдзо в том, что он первым определил понятие ики как категорию, и несмотря на то, что оно — реалия и в современном мире, эта категория почти не исследована. Продолжения этой темы в трудах исследователей долгое время не наблюдалось, пока категория не была подробно рассмотрена в 1999 году в монографии Ямамото Юдзи «Эстетика повседневной жизни. Модернизм и широко распространённая в Японии эстетическая категория ики» (университет Чикаго). Ямамото Юдзи сумел увидеть то, чего, в своё время не смог определить Сюдзо, пытаясь удержать японскую ментальность в рамках западной философской мысли — «повседневность» и «неосознанность» ики, встроенность этого понятия в бытовое сознание японцев.
Куки Сюдзо, являясь учеником Китары Нисиды развивал собственную тему изысканного, утончённого восприятия красоты, дизайна, а также телесности в японской эстетике, которая нашла отражение в ики и знаменовала собой скромность наряду с роскошью, граничащей с изощрённостью, но ни в чём не переступающей эту зыбкую грань. По мнению одного из исследователей, Куки также привнёс в ики теорию утончённого эротизма — на первый план выступают отношения между мужчиной и женщиной. Он выстраивает и схематично показывает сложный параллелепипед, созданный в традиции духовной культуры Востока — напряжённые и в то же время подвижные первозданные, природные отношения между диаметральными характеристиками мужчины (самурая) и женщины (гейши): цветовыми, вкусовыми, поведенческими и тактильными — без вычурности, но сохраняющими особую эмоциональную выразительность. Этот взгляд отражает позицию Куки в его отношении к человеку, в котором заключено, по мнению философа, единство равно зна́чимых, хотя и противоположных, мужских и женских, качеств, а также демонстрирует влияние философии Нисиды.

## Основные работы
- 1930 Структура ики (яп. いきの構造 "Iki" no kōzō)
- 1933 Философия Хайдеггера (яп. ハイデッガーの哲学 Haideggā no tetsugaku)
- 1935 Проблема условия (яп. 偶然性の問題 Gūzensei no mondai)
- 1939 Человек и существование (яп. 人間と実存 Ningen to jitsuzon)
- 1941 Эссе об искусстве (яп. 文芸論 Bungeiron)